# فيروسي الشكل
أشباه الفيروسات أو فيرويد Viroids هي ممرضات نباتية تتكون من قطعة قصيرة (بضع مئات من القواعد النيتروجينية) من الحمض النووي الريبوزي الحلقي وحيد السلسلة المتكامل بدرجة عالية من دون الغلاف البروتيني المميز للفيروسات.